# Linea Keihan Katano
La  Linea Keihan Katano (京阪交野線?, Keihan Hon-sen) è una breve diramazione urbana delle Ferrovie Keihan della linea principale Keihan situata nel nord della prefettura di Osaka. La ferrovia collega la città di Hirakata con la stazione di Kisaichi, a Katano.

## Storia
La ferrovia venne costruita e aperta da una società indipendente, la Ferrovia Elettrica Shigi-Ikoma (信貴生駒電鉄?, Shigi Ikoma Dentetsu) nel 1929. La compagnia aveva il progetto di costruire una linea per unire la sua linea alla linea Kintetsu Ikoma, ma per motivi finanziari il progetto venne abbandonato, e commissionò la linea al gruppo Keihan. L'operatore la rinominò ferrovia elettrica Katano (交野電気鉄道?, Katano Denki Tetsudō) nel 1939, quindi ferrovia elettrica espressa Keihanshin (京阪神急行電鉄?, Keihanshin Kyūkō Dentetsu) nel 1945, e alla fine assunse il nome attuale nel 1992.
La linea inizialmente era a binario semplice, ma fu raddoppiata nel 1992.
A partire dal 9 giugno 2012 la linea usa i nuovi elettrotreni della serie 13000 a 4 carrozze.

## Stazioni e servizi

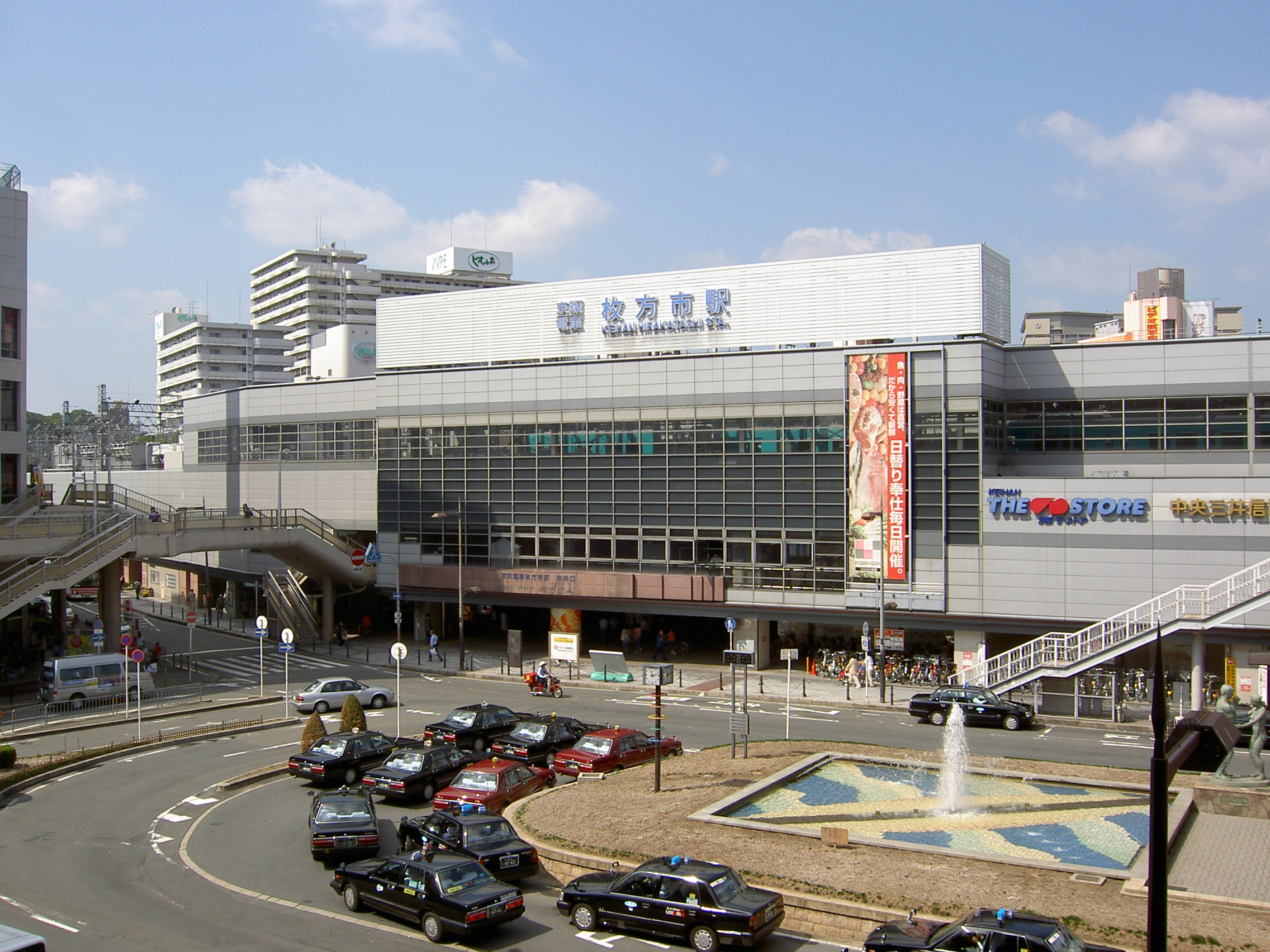
La stazione di Hirakatashi, dove la linea si innesta sulla linea principale in direzione Osaka

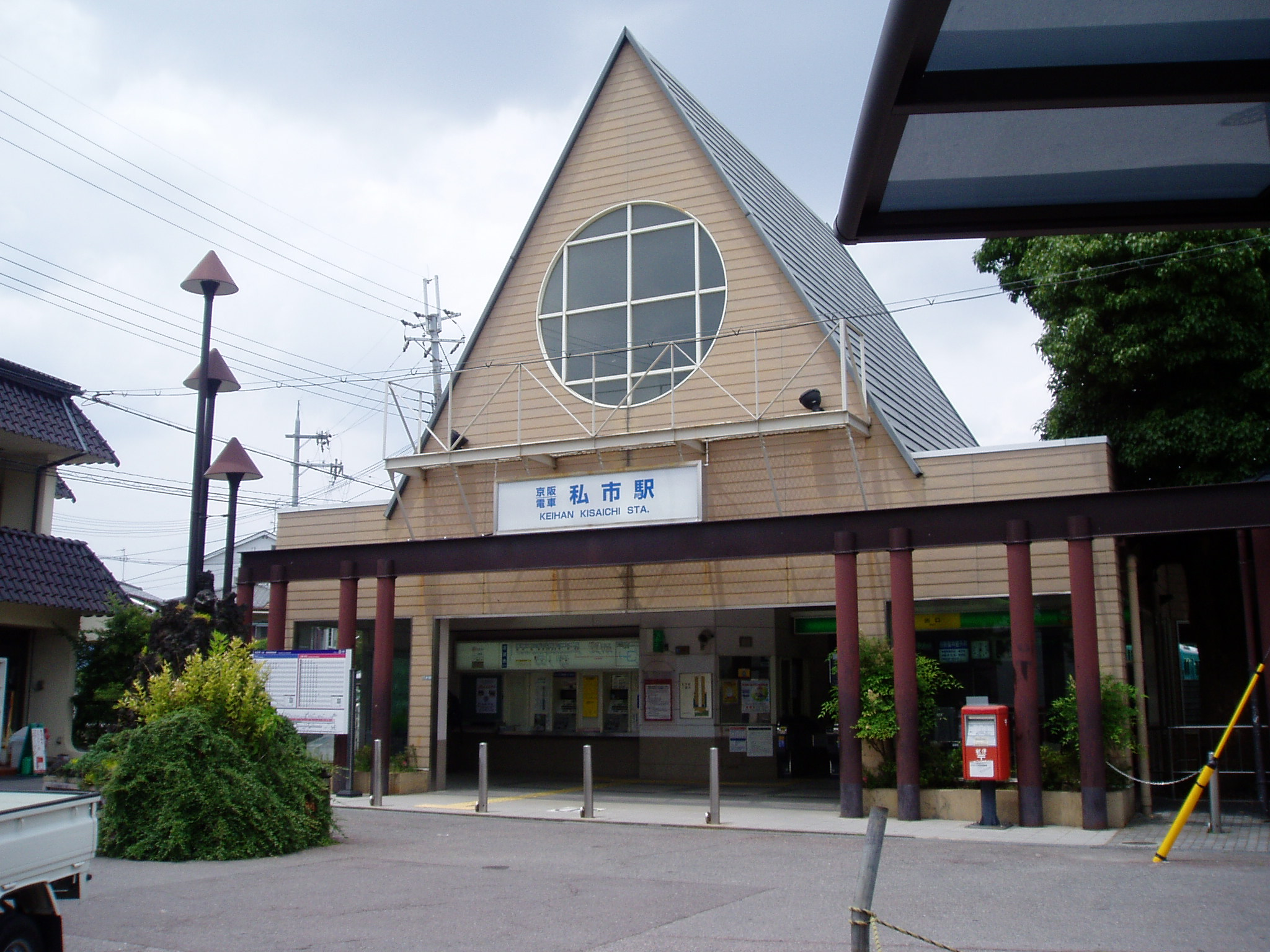
La stazione di Kisaichi, il capolinea della ferrovia

Sulla linea tutti i treni fermano in tutte le stazioni. Alcuni proseguono come treni rapidi sulla linea principale Keihan. Questi sono eccezionalmente nominati "Hikoboshi" e "Orihime" a differenza di altri rapidi della Keihan, generalmente senza nome.
Locale (普通?, Futsū) (L)
Servizio fra Hirakatashi e Kisaichi, senza prosecuzione sulla linea Keihan.
Espresso Rapido (快速急行?, Kaisoku Kyūkō) "Hikoboshi" (H)
La sera dei giorni settimanali, i treni provengono dalla stazione di Nakanoshima sono diretti a Kisaichi. Fermano a Watanabebashi, Ōebashi e Naniwabashi sulla linea Keihan Nakanoshima, e quindi Temmabashi, Kyōbashi, Moriguchishi, Neyagawashi, Kōrien e Hirakatashi sulla linea principale, quindi in tutte le stazioni della linea Katano
Espresso Rapido Pendolari (通勤快急?, Tsūkin Kaikyū) "Orihime" (O)
La mattina dei giorni settimanali, da Kisaichi a Nakanoshima, fermano a tutte le stazioni fino a Hirakatashi e quindi a Kōrien, Neyagawashi, Kyōbashi e Temmabashi sulla linea principale, e poi in tutte le stazioni della linea Nakanoshima fino al suo termine.

### Schema fermate
| Stazione         | Giapponese       | Distanza tra le stazioni | Distanza totale  | Collegamenti                            | Posizione                              |
| ---------------- | ---------------- | ------------------------ | ---------------- | --------------------------------------- | -------------------------------------- |
| Servizio diretto | Servizio diretto | Servizio diretto         | Servizio diretto | Hikoboshi e Orihime da/per Nakanoshima  | Hikoboshi e Orihime da/per Nakanoshima |
| Hirakatashi      | 枚方市           | 0.0                      | 0.0              | Linea principale Keihan (serv. diretto) | Hirakata                               |
| Miyanosaka       | 宮之阪           | 1.0                      | 1.0              |                                         | Hirakata                               |
| Hoshigaoka       | 星ヶ丘           | 0.7                      | 1.7              |                                         | Hirakata                               |
| Murano           | 村野             | 0.8                      | 2.5              |                                         | Hirakata                               |
| Kōzu             | 郡津             | 0.9                      | 3.4              |                                         | Katano                                 |
| Katanoshi        | 交野市           | 1.0                      | 4.4              |                                         | Katano                                 |
| Kawachi-Mori     | 河内森           | 1.7                      | 6.1              | Linea JR Katamachi (Kawachi-Iwafune)    | Katano                                 |
| Kisaichi         | 私市             | 0.8                      | 6.9              |                                         | Katano                                 |